# Río Tapaje
Der Río Tapaje ist ein etwa 158 km langer Zufluss des Pazifischen Ozeans im Südwesten von Kolumbien.

## Flusslauf
Der Río Tapaje entspringt 12 km von der Westkordillere entfernt im westkolumbianischen Küstentiefland auf einer Höhe von etwa 240 m. Zwei Kilometer weiter südlich verläuft der Río Patía. Der Río Tapaje fließt anfangs 20 km nach Norden. Anschließend wendet er sich nach Westen. Bei Flusskilometer 90 biegt der Fluss nach Norden ab und behält diesen Kurs bis zu seiner Mündung. Bei Flusskilometer 23 liegt die Kleinstadt El Charco am rechten Flussufer. Auf den letzten 18 Kilometern weitet sich der Fluss, bevor er schließlich ins Meer mündet. Die Flussmündung des Río Iscuandé liegt 3 km weiter östlich. Westlich der Flussmündung des Río Tapaje erstreckt sich der Parque Nacional Natural Sanquianga.

## Einzugsgebiet und Hydrologie
Das Einzugsgebiet des Río Tapaje umfasst eine Fläche von etwa 1600 km². Es grenzt im Norden an das Einzugsgebiet des Río Iscuandé, im Westen an das des Río Tola und des Río Satinga sowie im Süden an das des Río Patía. Der mittlere Abfluss beträgt 175 m³/s.